# بیابان مه

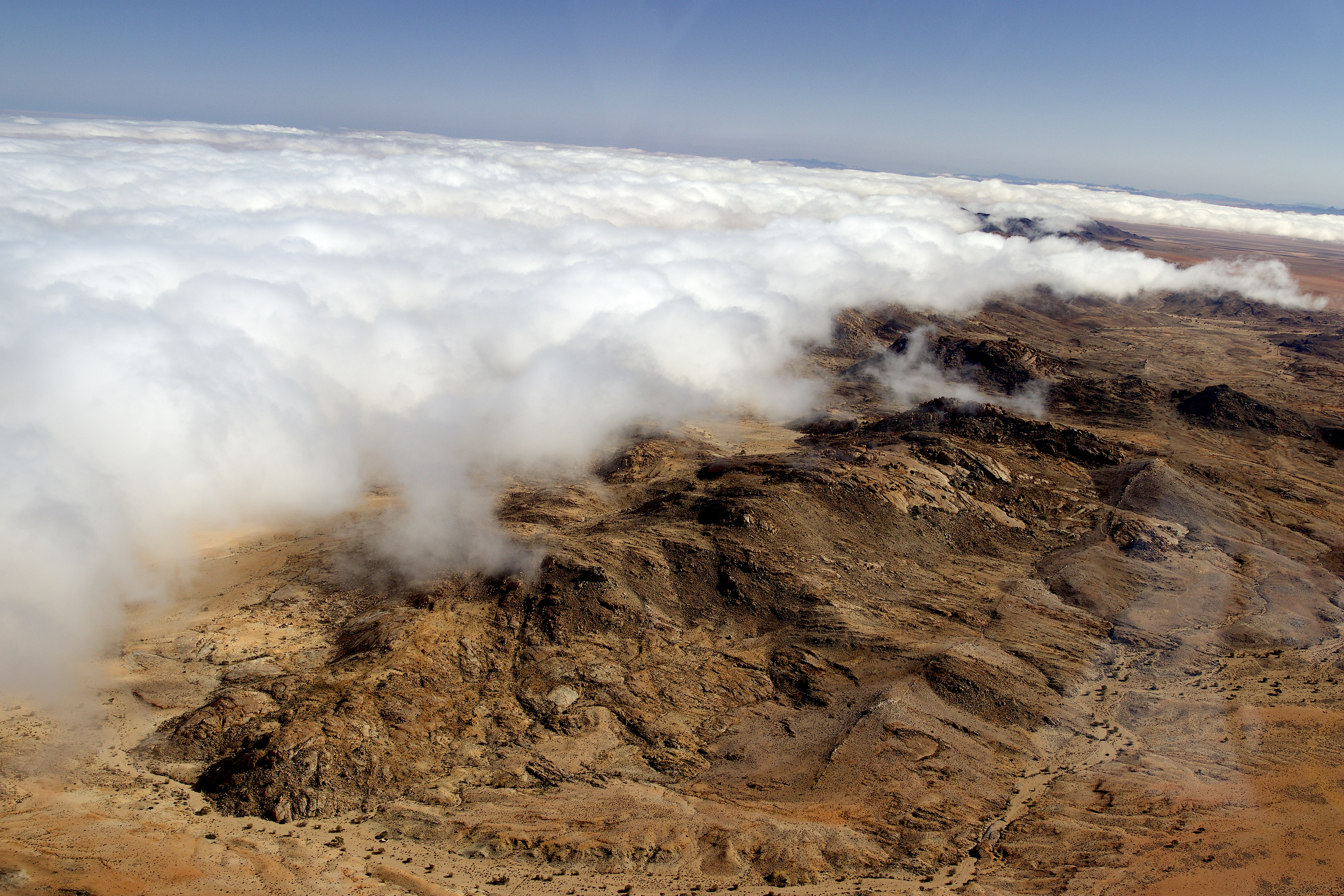
مه از اقیانوس اطلس ۱۰۰ کیلومتر در جهت شرق تغییر مسیر داده و به سمت نامیب-بیابان به اوس

بیابان مه یا بیابان مه‌آلود (انگلیسی: Fog desert) که بارش پنهان و باران افقی نیز خوانده می‌شود گونه‌ای از بیابان است که در آن قطره‌های مه بیشتر رطوبت مورد نیاز جانوران و گیاهان را تأمین می‌کند.
نمونه‌هایی از بیابان‌های مه شامل بیابان آتاکاما در شیلی و پرو، بیابان باخا کالیفرنیا مکزیک، صحرای نامیب در نامیبیا، صحرای مهٔ ساحلی شبه‌جزیره عربستان، و نمونه‌ای ساخته دست بشر در زیست‌کره ۲، یک نمونه مصنوعی است. اکوسفر بسته در آریزونا
بیابان آتاکاما، خشک‌ترین بیابان جهان، دارای لوماها (واحه‌ها) است؛ مناطقی که در آن مه در برخورد با دامنه‌های کوه نزدیک دریا متراکم می‌شود و «واحه‌های مه» با تنوع زیستی فراوانی از گونه‌های گیاهی و جانوری ایجاد می‌کند.